# Явожно (Опольське воєводство)
Явожно (пол. Jaworzno) — село в Польщі, у гміні Рудники Олеського повіту Опольського воєводства.
Населення — 838 осіб (2011).
У 1975-1998 роках село належало до Ченстоховського воєводства.

## Демографія
Демографічна структура станом на 31 березня 2011 року:
|          | Загалом | Допрацездатний вік | Працездатний вік | Постпрацездатний вік |
| -------- | ------- | ------------------ | ---------------- | -------------------- |
| Чоловіки | 396     | 96                 | 249              | 51                   |
| Жінки    | 442     | 84                 | 238              | 120                  |
| Разом    | 838     | 180                | 487              | 171                  |